# (6117) Brevardastro
(6117) Brevardastro est un astéroïde de la ceinture principale.

## Description
(6117) Brevardastro est un astéroïde de la ceinture principale. Il fut découvert le 12 février 1985 à La Silla par Henri Debehogne. Il présente une orbite caractérisée par un demi-grand axe de 2,34 UA, une excentricité de 0,07 et une inclinaison de 6,1° par rapport à l'écliptique.